# M/T Hrvatska
M/T Hrvatska je hrvatski tanker tipa suezmax za prijevoz sirove nafte. IMO broj mu je 9249087. MMSI broj je 238212000. Plovi pod hrvatskom zastavom. Matična luka je Zadar.

## Karakteristike
Splitsko brodogradilište ugovorilo je izgradnju broda krajem 2000. godine za 51 milijun dolara za hrvatskog brodara Tankersku plovidbu iz Zadra. Za gradnju M/T Hrvatske Tankerska plovidba dobila je kredit od 40 milijuna dolara, od čega je 5,1 milijuna dolara dobila od države na osnovi subvencije od 10 posto. Sukladno Vladinom programu gradnje brodova za hrvatske brodare u domaćim brodogradilištima, sredstva potpore od 5,1 milijuna dolara osiguralo je Ministarstvo mora, turizma, prometa i razvitka nakon polaganja kobilice. 
Kobilica broda postavljena je na prvi navoz 6. lipnja 2004. godine. Nosivost broda koja je bila prvotno predviđena je 166.300 tona, a danas je 166 447 t. Bruto tonaže je 84 315. Na ovom tankeru iz serije napravljena su poboljšanja, čime je smanjeno vrijeme ukrcaja i iskrcaja tereta, povećan broj sigurnosnih kamera i poboljšan sustav održavanja. Kršten je i svečano porinut je u Splitu 23. prosinca 2005. kao novogradnja br. 434. Kum broda je legendarni osnivač i dugogodišnji direktor Tankerske plovidbe Ivan Paša. Brod je blagoslovio fra Zlatko Šafarić iz Apostolata mora. M/T Hrvatska je prvi brod koji je nakon cijelog stoljeća ponio ime države Hrvatske. Primopredaja je izvršena 9. lipnja 2005. godine. Brod blizanac koji mu je prethodio je M/T Alan Veliki. Iste 2005. godine s Tankerskom plovidbom BIS je ugovorio još jedan suezmax tanker istih značajki za 54 milijuna dolara koji je isporučen 2007. godine, M/T Donat. Alan Veliki, Hrvatska i Donat u vrijeme porinuća bila su tri najveća tankera na svijetu od 166.000 tona porinuta s kosog ležaja u jednom komadu.
Brod je svibnja 2009. godine dobio Zelenu zastavu kao plovilo koje je više nego dobrodošlo u sve luke svijete. To je međunarodno priznanje ustanovljeno 2006. i podupire ga  Program Ujedinjenih Naroda za okoliš UNEP, a koje se dodjeljuje iz Palm Beacha. Dobivaju ga samo brodovi maksimalne sigurnosti i čvrstoće. Brodovi dobitnici Green Award Flag "perjanice" su svjetske brodarske industrije.
19. ožujka 2010. švedski brodar Stena Bulk preuzeo je M/T Hrvatsku na dvije godine.

## Vanjske poveznice
- M/T Hrvatska  Arhivirana inačica izvorne stranice od 23. rujna 2015. (Wayback Machine)